# Obalna trgovska ladja
Obalna trgovska ladja tudi kabotier je manjša trgovska ladja, ki se uporablja za prevoz tovora na krajše razdalje. Po navadi imajo majhen ugrez in lahko operirajo na bolj plitkih vodah.